# Iglesia de Nuestra Señora de la Asunción (Valdelaguna)
La iglesia de Nuestra Señora de la Asunción es una iglesia parroquial católica que se encuentra situada en el municipio madrileño de Valdelaguna. En 1462 recibió aquí sepultura el hidalgo Hernando Díaz de Benavente y fue bautizado en 1573 el escritor místico Miguel de la Fuente.

## Descripción
Se trata de un templo canónicamente orientado, construido en distintas fases y de planta irregular, a medio camino entre planta basilical con capillas y planta de cruz.
El exterior se encuentra enfoscado de blanco salvo en las esquinas y en el zócalo. La obra original se construye en mampostería con caliza de la zona recercada con sillares y podría remontarse a los siglos XIII o XV, conservándose de esta época el ábside semicircular y el crucero, con cornisa con canecillos de perfil de nacela. El extremo oeste y el flanco norte se reconstruyeron en 2002 con ladrillo y cemento, aplicándose decoraciones en caliza de Colmenar en esquinas, vanos y zócalo.
En el interior cabecera y crucero presentan una estructura apuntada e irregular. En el presbiterio se encontraba el retablo mayor barroco concertado en 1698 con el artífice toledano José Machín y lienzo de la Asunción atribuido a la escuela de Rivera, desaparecido todo ello en 1936. En la actualidad encontramos aquí la pintura descubierta en 2002 durante la reforma de la iglesia y restaurada el mismo año por la Dirección General de Patrimonio Cultural de la Comunidad de Madrid. Se trata de un óleo sobre seco que data de la segunda mitad del siglo XV y representa a un Cristo Varón de dolores rodeado por el Tetramorfos. Es un ejemplo excepcional de pintura mural Hispano flamenca en la Comunidad de Madrid y el elemento de mayor interés del templo en la actualidad.
Entre el crucero y la nave se levanta un gran arco de medio punto del siglo XVIII. También es de esta época la bóveda de cañón con lunetos que cubre la nave principal y cuyas ventanas se abren únicamente en el lado sur, debido al pronunciado desnivel del terreno donde se asienta el edificio.
En el flanco norte del templo a la altura del crucero, comunicada con la nave mediante un arco de medio punto, se halla la capilla de la Soledad, con la imagen en el testero, laudas sepulcrales de los siglos XVII y XVIII y acceso a una cripta en el solado. Aneja a esta capilla se encuentra otra, inutilizada, donde se conserva un arco románico e inscripciones del siglo XVIII. Antes de la intervención de 2002 este espacio estaba cubierto con bóveda de cañón y se apreciaban restos de pinturas murales imtando mármoles de colores. El resto de este flanco norte se articula mediante un espacio polivalente de dos plantas que se abre a la nave por una puerta bajo el coro, lugar en el que se encontraba la capilla bautismal hasta los años 70. En este espacio desemboca una antigua cámara bufa sin datar.
En el lado sur encontramos dos capillas comunicadas entre sí que no llegan a conformar una nave. A la altura del crucero está la capilla de Santo Toribio de Liébana, patrón del municipio, con la imagen del titular en el testero en un retablo barroco del siglo XVII que proviene de la antigua ermita del Santo en el cementerio, de donde fue trasladado tras la Guerra Civil. El aspecto actual del retablo se debe a la restauración llevada a cabo en 2002 en los talleres de Santiago Lara Molina en Socuéllamos y cuenta con pinturas firmadas por José Antonio Espinar en el mismo año. La otra capilla de este lado sur se comunica con la nave principal mediante dos arcos apuntados y una columna de fuste liso y tosco capitel con volutas. Alberga la imagen de la patrona del municipio, la Virgen del Carmen, en un retablo historicista realizado por los talleres Artemartínez de Horche en 2010 y que sustituyó otro de yeso de los años 40. El tercio restante de este flanco izquierdo se abre al exterior conformando un atrio adintelado con 3 esbeltas columnas toscanas con zapatas y vigas de madera. Bajo este atrio encontramos el acceso al templo de mayor vano, un arco adintelado de sillares de llagas remarcadas del siglo XVIII en cuya clave leemos "Ave María. Año de 1766". Junto a esta entrada encontramos una pila de agua bendita plateresca al interior y, al exterior, un antiguo reloj de sol sin datar.
A los pies de la iglesia se encuentra el coro con vigas de madera. En una tribuna aneja al coro, desmantelada en los años 40 y cuya reja aún se conserva, se encontraba el órgano construido en 1746 por Francisco Antonio Díaz. Bajo el coro se abre un acceso con arco de medio punto decorado con placas de piedra de Colmenar y, en el lado de la epístola, se encuentra desde 2002 la capilla bautismal con la pila de piedra caliza del siglo XVII.
Al exterior se levanta la torre, desplazada a un lado respecto del eje de la nave principal. En el centro de esta fachada una hornacina alberga una escultura en piedra de la Virgen de la Blanca, regalo de Carlos Prieto, vecino de la localidad, como agradecimiento por salir ileso de un trágico accidente de autobús acaecido en 1948 en la línea regular que llevaba al pueblo y en el que hubo 19 fallecidos.

## Historia contemporánea
En 1932 la escuela confesional católica se instala en un espacio de nueva planta que ocupaba el atrio de la iglesia y parte de la plaza adyacente, con acceso independiente desde la rampa que une dicha plaza con la del Ayuntamiento. En agosto de 1936 el templo es expoliado y en él se instala el Comité de Salud Pública. El 7 de septiembre, Thomas Malonyay, de la Junta de Incautación, se persona en el Municipio rescatando del saqueo diversas piezas que son enviadas a Madrid. Tras la contienda, en 1940, el SDPAN devuelve al entonces alcalde algunas de estas piezas. En 1945 Javier Barroso, de Regiones Devastadas, firma el Proyecto de Restauración. Se efectúa entonces una intervención en estilo en la que se eliminan dependencias adyacentes como la escuela católica del atrio y la casa del sacristán que rodeaba el campanario.
En los años 70 se realizan transformaciones en el interior para adaptar el templo a la liturgia del Concilio Vaticano II, se elimina la decoración de 1945 en el ábside y la reja del púlpito en el lado de la epístola que sobrevivió al expolio de la Guerra Civil, además se cambia el solado y se retiran las laudas documentadas hasta entonces en el crucero, depositadas en la actualidad en un patio colindante al ábside denominado Camposantillo. 
A finales de los años 90 se coloca el solado actual del templo y en 2002, en una intervención llevada a cabo por los arquitectos Mª Luisa Oviedo Pérez de Tudela y Pedro Barahona Rodríguez, se demolieron y reedificaron completamente la torre, un tramo de la bóveda, el coro, el atrio y todos los espacios del flanco norte, retomando a grandes rasgos la propuesta de Javier Barroso en los años 40. Se reutilizaron algunos elementos originales y se introdujeron modificaciones estructurales sustanciales que configuran el aspecto general actual del templo.

## Galería de imágenes
|                |
| Nave principal |

|             |
| Fachada sur |

|                     |
| Exterior del ábside |

|                          |
| Retablo de Santo Toribio |

|                                                                                        |
| Antiguo retablo del altar mayor con la carroza de la Virgen del Carmen en primer plano |